# Microsoft Flight Simulator 2004: A Century of Flight
Microsoft Flight Simulator 2004: A Century of Flight (även kallad MSFS 9 eller FS 9) är en simulator som marknadsförs som ett datorspel och den nionde versionen i en serie flygsimulatorer från Microsoft. Denna version utkom sommaren 2003 och är en hyllning till att det då var 100 år sedan Bröderna Wright för första gången flög ett motordrivet flygplan den 17 december 1903.
Efterföljaren, Microsoft Flight Simulator X lanserades i december 2006.

## Förbättringar/förändringar gentemot föregående version
Versionen före MSFS 9 hette Microsoft Flight Simulator 2002 (MSFS 2002). Nedan följer en sammanfattning av förändringarna i MSFS 9 jämfört med MSFS 2002. 
- Förbättrat vädersystem baserat på realistisk atmosfärisk fysik, med sant tredimensionella moln som formas och upplöses, samt möjlighet att ladda ner och flyga i verkligt väder.
- Förbättrad flygledning (Air Traffic Control, ATC) med trafik vid alla världens flygplatser (även dem utan torn), höjdändring en-route, IFR-klareringar, precisions- och icke-precisionsinflygningar till multipla landningsbanor.
- Interaktiva, tredimensionella "virtuella cockpitar", där det är möjligt att med musen kontrollera reglage och kontroller i den virtuella cockpiten.
- Förbättrat sceneri, bland annat skyltar utmed rull- och startbanor. Förbättrad Auto-gen 3D-objekt, större detaljrikedom kring flygplatser med förbättrad belysning och himmelseffekt.
- Garmin 500 och 295 GPS-mottagare med rörliga kartor i färg och flygplats/NAVAID-information.
- Förbättrad full-färgs kartläge med terrängvisning.
- Utökat stöd för 3D-grafisk hårdvaruacceleration i flera fönster och bildskärmar.
- Learning Center - en "webbplats på hårddisken" tillgänglig även under flygning som innehåller en sökfunktion till alla funktioner i MSFS, direktlänkar till flights and lessons, flight briefings, procedurbeskrivningar, luftfarkostshandböcker med mera.
- Nya och utvidgade lektioner och ground school-ämnen.
- Kioskläge för demonstrationer.

## Lista överluftfarkosteri Microsoft Flight Simulator 2004: A Century of Flight
- Wright Flyer från 1903
- Curtiss JN-4D Jenny
- Vickers F:B.27A Vimy
- Ryan NYP Spirit of S:t Louis
- Ford 4-AT Tri-motor
- Vega 5B och Vega 5C
- d Havilland DH-88 Comet
- Douglas DC-3
- Piper J-3 Cub
- Robinson R22 Beta II (helikopter)
- Schweizer SGS 2-32 (segelflygplan)
- Extra 300S (aerobatikplan)
- Cessna 172SP Skyhawk
- Cessna 182S Skylane
- Cessna 208B Caravan
- Money M20M Bravo
- Beechcraft Baron 58
- Beechcraft King Air 350
- Bell 206B JetRanger III (helikopter)
- Bombardier Learjet 45
- Boeing 737-400 (trafikflygplan — storlek Medium)
- Boeing 747-400 (trafikflygplan — storlek Extra Large)
- Boeing 777-300 (trafikflygplan — storlek Large)